# 恐竜ガーティ
『恐竜ガーティ』（Gertie the Dinosaur）は、1914年に製作されたアメリカのアニメーション映画。

## あらすじ
ある日映画監督のウィンザー・マッケイ氏は漫画家仲間達とドライブに出かけるが、タイヤがパンクしてしまう。修理している間彼らは博物館を見学する事にしたが、そこに展示してある恐竜の骨や化石を見て仲間の一人が「いくら名監督のマッケイ君でも大昔の恐竜を動かす事は出来ないだろう」と言うが、マッケイ氏は「出来るとも！！」と大見得を切る。
それから数か月後、彼の家でパーティが開かれ、彼が生み出した愛らしい恐竜「ガーティ」のお披露目がされる。スクリーンモニターが下ろされるとそこには岩山や湖、木の絵が写っている。マッケイ氏が「出てこい！ガーティ」と呼ぶともじもじとガーティ（メス）が現れる。彼女は木を食べ、湖の水を飲み干し、マンモスを邪魔しながら芸を披露したり愛嬌を振り撒いたりするのだった。

## スタッフ
- 製作・脚本・監督・アニメーター：ウィンザー・マッケイ

## キャスト
- ジョージ・マクマナス
- トーマス・A・ドルガン